# دمارشی
دمارشی شکلی از حکومت است که دولت در آن، توسط تصمیم گیرندگانی که به‌طور تصادفی گزینش می‌شوند؛ برپا می‌شود. این تصمیم گیرندگان از طریق قرعه کشی از گروه شهروندان زبده و شایسته انتخاب می‌گردد و گاهی به نام هیئت منصفه شهروندان موسوم می‌شوند چرا که به همان شیوه که هیئت منصفه در موارد جنایی تصمیم می‌گیرد، آنها نیز بهمان شکل در سیاستهای عمومی تصمیم‌گیری می‌کنند.
دمارشی، در نظریه، بر برخی مشکلات کارکردی «دموکراسی پارلمانی» که در معرض تحریفات، افراد ذی‌نفع و چنددستگی میان سیاستگذاران (سیاستمداران و لابی گران) و حوزه انتخابیه‌ای ناآگه و نامتشکل فائق گشته‌است. طبق آرای فیلسوف استرالیایی «جان برنهایم» انتخاب تصادفی سیاستگذاران، شرکت معنادار شهروندان را آسان می‌کند و موقعیت را برای برخی افراد ذی‌نفع که در جهت افساد پروسه می‌کوشند سخت‌تر می‌کند.